# Pippiniden
Als Pippiniden werden die frühesten bekannten Angehörigen der später Karolinger genannten fränkischen Herrscherfamilie bezeichnet.

## Überblick
Das Machtzentrum der Pippiniden lag nördlich der Ardennen in Austrasien, wo sie über ausgedehnten Grundbesitz und zahlreiche Klienten verfügten. Namensgeber und zugleich ältester bekannter Vertreter ist Pippin der Ältere. Er ermöglichte es der Familie, die Hausmeier im Reich der Merowinger zu stellen, und entmachtete in dieser Stellung die eigentliche Herrscherfamilie. Die Hochzeit von Pippins Tochter Begga mit dem Arnulfinger Ansegisel, dem Sohn von Pippins engstem Verbündeten Arnulf von Metz, sicherte seine Politik auch familienpolitisch ab.
Nach Pippins Tod setzte sich sein Sohn Grimoald der Ältere nicht nur als sein Nachfolger durch, sondern brachte sogar den damals noch kinderlosen König Sigibert III. dazu, seinen Sohn zu adoptieren und zum Erben zu ernennen – als Childebertus adoptivus, sein eigentlicher Name ist unbekannt, wurde er nach Sigiberts Tod von den austrasischen Baronen anerkannt. Sie zogen einen reibungslosen Regierungswechsel selbst bei einem Wechsel des Herrscherhauses der Alternative vor, von Chlodwig II., dem in Neustrien herrschenden Bruder Sigiberts, übernommen und ins Abseits gestellt zu werden. Chlodwig hingegen betrachtete Grimoalds Aktivitäten als „Staatsstreich“, ließ ihn gefangen setzen und in Paris im Kerker hinrichten.
Childebert konnte sich in Austrasien auf dem Thron halten, starb aber bereits 662 wohl eines natürlichen Todes. Damit wurde der Politik seines Vaters und Großvaters sowie den Pippiniden im Mannesstamm insgesamt ein abruptes Ende gesetzt. Erbe des Throns wurde Chlodwigs Sohn Childerich II., Erben des umfangreichen Familienbesitzes wurden über seine Tante Begga und ihren Ehemann Ansegisel die Arnulfinger, vor allem deren gemeinsamer Sohn Pippin der Mittlere, dem es erst 18 Jahre später gelang, die so plötzlich verlorene Macht der Pippiniden wiederzuerlangen. Grimoalds letztlich erfolglose Operation kam wegen der Krise, in die er die Familie (der Arnulfinger) damit führte, in den Chroniken der Zeit so schlecht weg, dass es lange Zeit nicht möglich war, den Ablauf der Ereignisse zu rekonstruieren; oft wurde sogar bestritten, dass Grimoald überhaupt einen Sohn gehabt habe.
Pippins des Mittleren Sohn Karl Martell schließlich wurde zum Namensgeber der neuen Dynastie der Karolinger, die die Tradition der Pippiniden und der Arnulfinger bis hin zum Erlangen der Kaiserkrone im Jahr 800 fortsetzte.
Herrscher aus dem Geschlecht der Pippiniden waren:
- Pippin der Ältere († 639/640), Hausmeier ab spätestens 624/25
- Grimoald der Ältere († 656/657), Hausmeier vermutlich um 643
- Childebertus adoptivus († 662), von Sigibert III. adoptiert, König der Franken 656

## Stammliste
1. Pippin der Ältere, 613 bezeugt, † 640[1], 623/629 Hausmeier in Austrien; ⚭ Itta/Iduberga, * 592, † 652, stiftet 640 das Kloster Nivelles
  1. Begga, † wohl 692, stiftet 690/691 das Kloster Andenne; ⚭ Ansegisel, um 662 bezeugt, † erschlagen vor 679, (Arnulfinger)
  2. Grimoald, * wohl 615, † hingerichtet 656/657 im Gefängnis in Paris, 642–643 Hausmeier in Austrien, um 650 Mitgründer der Klöster Stablo und Malmedy
    1. Childebertus adoptivus, † 662, 656/662 als Childebert III. König der Franken in Austrien
    2. Vulfetrudis, * wohl 639/640, † 23. November 669, 658/669 Äbtissin von Nivelles, dort auch begraben

  3. Geretrudis, † 17. März 659, um 644/658 Äbtissin von Nivelles